# Борики (Росія)
Бо́рики (рос. Борики) — присілок у складі Томського району Томської області, Росія. Входить до складу Зоркальцевського сільського поселення.

## Населення
Населення — 440 осіб (2010; 406 у 2002).
Національний склад (станом на 2002 рік):
- росіяни — 95 %